# 코리 리

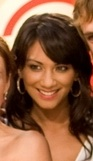

코리 리(Cory Lee, 1984년 11월 13일 ~ )는 캐나다의 가수, 배우, 음악가, 영화배우, 작곡가 겸 작사가이다.
밴쿠버에서 태어났다.

## 영화
- 몰리 맥스웰 (2012년)
- 더 재즈맨 (2009년)
- 인스턴트 스타 (2004년)